# Sanakhte
Sanakhte, cunoscut și ca Nebka (în gr Mesochris), a fost primul faraon al celei de a III-a dinastii a Egiptului Antic (2686 î.Hr.-2668 î.Hr.).